# Getafe CF B
Getafe Club de Fútbol B is een Spaanse voetbalclub uit Getafe in de autonome regio Madrid. De club speelt sinds 2021/22 in de Tercera División RFEF, oftewel vijfde niveau Spaans voetbal. Het is het tweede team van Getafe CF.

## Geschiedenis
Getafe B, opgericht in 1983 en het speelde voor de eerste keer Segunda División B vanaf seizoen 2010/11.  Het eerste seizoen zou ook onmiddellijk het beste worden met een vijfde plaats in de eindrangschikking, waardoor de ploeg net één plaats tekort kwam om aan de eindronde mee te doen.  De ploeg zou zes seizoenen op dit niveau vertoeven maar nadat tijdens seizoen 2015/16 afgesloten werd op een twintigste plaats, was degradatie het gevolg.
Drie seizoenen op het niveau Tercera División leverde tijdens seizoen 2018/2019 de kampioenstitel en de retour naar Segunda B op.
Het eerste seizoen 2019/20 werd afgesloten op een negentiende plaats, maar omdat door de coronacrisis geen enkele ploeg degradeerde, bleef de ploeg op hetzelfde niveau.  Het overgangsseizoen 2020/21 verliep heel moeilijk. De ploeg werd voor de eerste ronde ingedeeld in Subgroep 5A en eindigde op de laatste plaats.  Toen op het einde van de tweede ronde de ploeg op de voorlaatste plaats vertoefde, was voor seizoen 2021/22 een plek in de Tercera Division RFEF, oftewel het nieuwe vijfde niveau van het Spaans voetbal, een realiteit.